# Joshua Kennedy
Joshua Blake Kennedy (Wodonga, Victoria, 20 de agosto, 1982) é um ex-futebolista australiano que atuava como atacante.
Já jogou no Dynamo Dresden e no 1. FC Nürnberg, ambos clubes alemães.
Kennedy fez parte do elenco da seleção australiana convocada para a Copa do Mundo FIFA de 2006 e Copa do Mundo FIFA de 2010. Apesar de ter feito o gol da classificação da Austrália para a Copa do Mundo FIFA de 2014, ele foi cortado da lista final e não jogou a Copa.

## Títulos
Austrália
- Campeonato Sub-20 da OFC: 2001

1. FC Nürnberg
- Copa da Alemanha: 2007

Nagoya Grampus
- J-League: 2010
- Supercopa do Japão: 2011

### Individuais
- Artilheiro da J-League: 2010,[2] 2011
- 11 melhores da J-League: 2010, 2011
- Jogador do mês da Bundesliga: Fevereiro de 2008